# Kloster Triefenstein

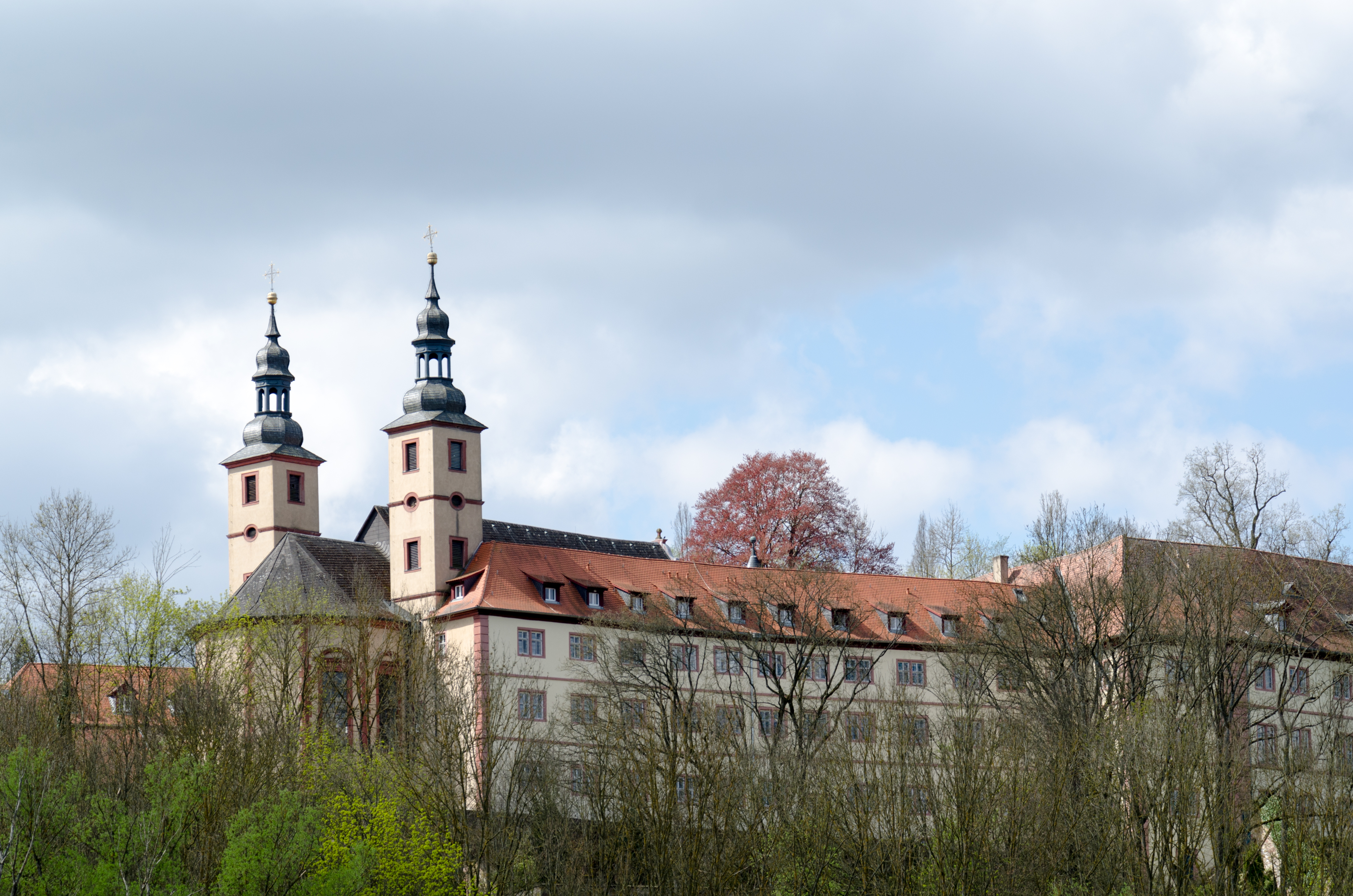
Kloster Triefenstein bei Lengfurt

Das Kloster Triefenstein ist ein ehemaliges Stift der Augustiner-Chorherren und heute Hauptsitz der ordensähnlichen evangelischen Christusträger-Bruderschaft, gelegen im Markt Triefenstein im unterfränkischen Landkreis Main-Spessart. Sein Name leitet sich ab vom triefenden Stein, einer Quelle, die direkt neben dem Kloster unter einem markanten Stein entspringt.

## Lage
Die aus mehreren Gebäuden bestehende Anlage wird in der amtlichen Statistik als Ort bzw. amtlich benannter Gemeindeteil Triefenstein geführt und liegt auf der Gemarkung Trennfeld, westlich des Mains, direkt oberhalb eines alten Flussübergangs. Gegenüber liegt der Ort Lengfurt, alles Ortsteile der heutigen Marktgemeinde Triefenstein am südlichen Ende des Landkreises Main-Spessart im Mainviereck.
Knapp einen Kilometer nordwestlich sind spärliche Reste der Neuenburg, einer romanischen Burganlage des 12./13. Jahrhunderts, erhalten.

## Geschichte

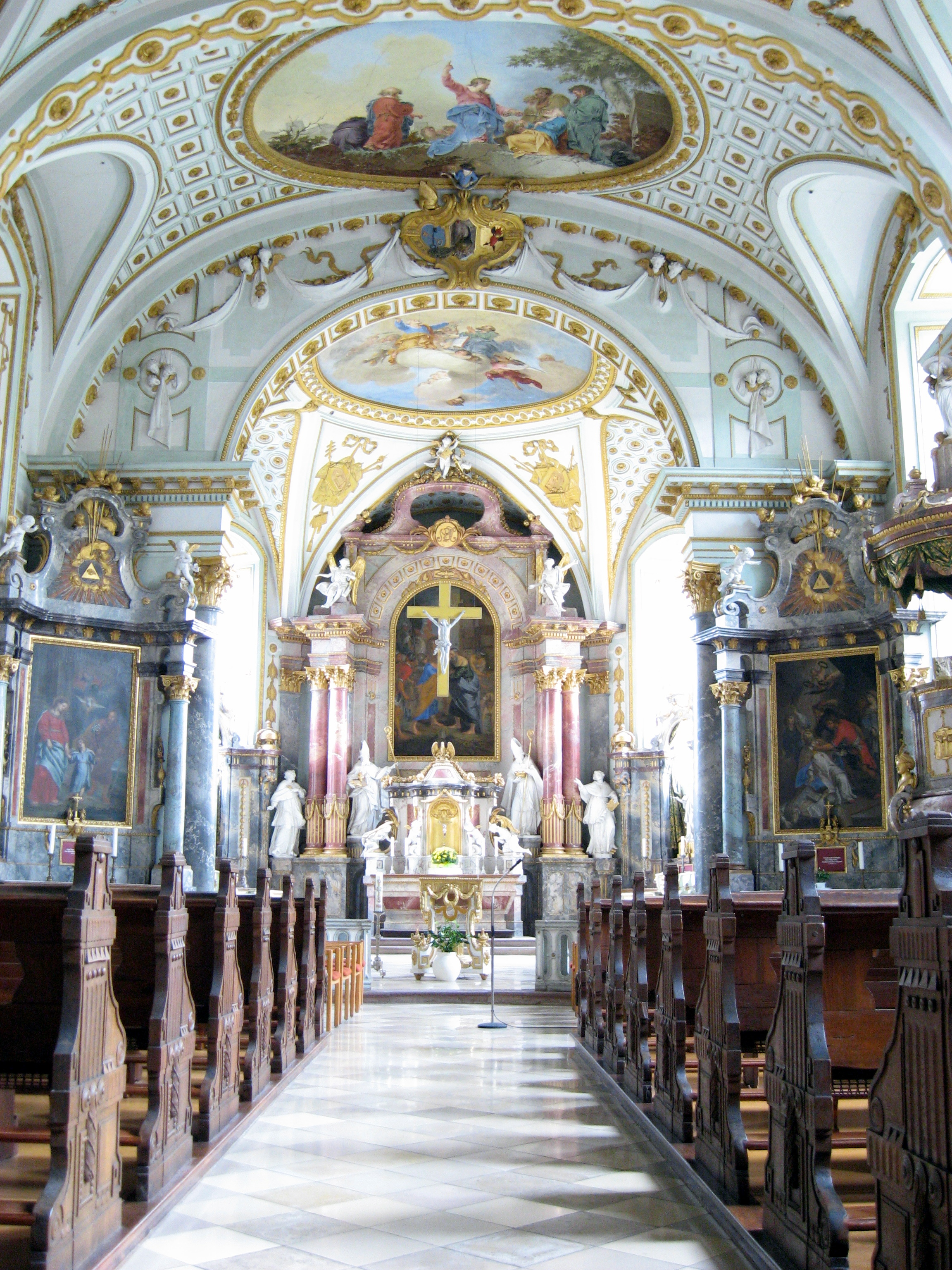
Stiftskirche St. Peter und Paul

Wahrscheinlich begann die klösterliche Besiedlung während des Investiturstreits durch den Stiftskanoniker Gerung, den ehemaligen Dechanten des Stifts Neumünster in Würzburg, der sich 1088 hier bei einer Kapelle niedergelassen haben soll. Auf das Jahr 1102 datiert die offizielle Gründung des St. Peter und Paul geweihten Stifts der Augustiner-Chorherren durch den Würzburger Bischof Emehard (Eginhard) von Comburg, die 1123 von Papst Calixtus II. bestätigt wurde. Für die Lage des Klosters sprechen mehrere Gründe: am Fuße des Berges lag eine Furt, beziehungsweise eine Fähre über den Main, für die Handelsstraße Frankfurt-Würzburg-Nürnberg; die Nachbarschaft zur Neuenburg; die exponierte Lage auf dem Berg sowie ergiebige Quellen in unmittelbarer Nähe. Den Baugrund stellte vermutlich die Benediktinerabtei Neustadt am Main zur Verfügung, neben der gleich zu Beginn das Hochstift Würzburg, dessen Bischof Emehard, sowie Bischof Konrad von Salzburg als bedeutende Wohltäter auftraten.
Die Patrozinien erweisen die Kanonie Triefenstein als Reformkloster und tatsächlich waren noch 1459 bis 1461 Triefensteiner Ordensangehörige an der Gründung des fränkischen Chorherrenstifts Birklingen beteiligt. Triefenstein erlangte Vogteifreiheit und unterstand direkt dem Hochstift Würzburg. Schon bald stellte sich durch weitere Beistiftungen eine große Wohlhabenheit ein. So besaß man im Jahre 1421 Einkünfte aus 49 Ortschaften. Doch bereits im selben Jahrhundert gelang es den Grafen von Wertheim nach und nach Klosteruntertanen wie auch Einkünfte an sich zu reißen, was später durch den Bauernkrieg um 1525 noch verstärkt wurde. So besaß Triefenstein 1683 nur noch Einkünfte aus 27 Orten. Im Dreißigjährigen Krieg fiel der Klosterbesitz vorübergehend sogar ganz in die Hand der Wertheimer, wobei zwar die Gebäude stehen blieben, aber nahezu die gesamte Inneneinrichtung verloren ging. Als 1634 der zeitweise vor den schwedischen Truppen geflohene Propst Johannes Molitor (reg. 1617–1619 und 1623–1637), mit seinen Stiftskanonikern zurückkam, fand man die Kirche sogar als Pferdestall benutzt vor.
Nach 1648 gelang dennoch eine kontinuierliche wirtschaftliche Konsolidierung und so ließ Propst Adam Dorbert (reg. 1686–1694) im Jahre seiner Weihe 1687 umfangreiche Bauarbeiten beginnen, die der Kanonie das bis heute prägende barocke Erscheinungsbild verliehen. Weitergeführt von seinen ebenso baufreudigen Nachfolgern Valentin Benkard (Benkert) (reg. 1694–1706) sowie Peter Brotsch (reg. 1707–1737?) entstanden so bis 1715 eine neue Kirche und neue Konventsgebäude. Als Baumeister konnte Propst Dorbert anfangs den in Würzburg etablierten Steinhauer Valentino Pezzani gewinnen. Unter Propst Benkard kam etwa ab 1698 der spätere Hochfürstlich Würzburgische Stadt- und Landbaumeister Joseph Greissing dazu, der in Triefenstein, zumindest in den frühen Jahren, wohl hauptsächlich als Zimmereiunternehmer tätig war. Von 1687 bis 1694 wurde in mehreren Teilabschnitten die Stiftskirche St. Peter und Paul als relativ schlichter, jedoch massiv gewölbter Bau vermutlich nach Plänen Pezzanis errichtet. Vom Vorgängergebäude übernommen sind dabei zwei im Kern noch romanische Chorflankentürme, die man aufstockte und mit barocken welschen Hauben samt Laternen versah. Daneben erstellte man 1690 an der Mainseite das Dormitorium. In einer zweiten Bauphase von 1696/97 bis 1715 kamen neue Konventsgebäude hinzu.
Im Laufe des 18. Jahrhunderts erfolgte eine zum Teil äußerst wertvolle Innenausstattung der von außen insgesamt eher schlicht gestalteten Gebäude. Den künstlerischen Höhepunkt bildet dabei die unter dem letzten Propst Melchior Zösch (reg. 1783–1803) innen vollständig überformte Kirche. Vor allem in den Jahren 1785 und 1786 brachten die Würzburger Hofkünstler Materno Bossi und Johann Peter Wagner, anfangs unterstützt von dem Mainzer Hofmaler Giuseppe Ignazio Appiani, später dann von dem Kurtrierer Hofmaler Januarius Zick, eine überaus kostbare frühklassizistische Ausstattung in das Gotteshaus ein. Diese besteht aus edlen Stuckmarmoraltären, dazu passender vornehmer Kanzel, fein geschnitztem Chorgestühl und ausgewogen komponierten Deckenfresken, alles umrahmt von köstlichen Louis-Seize-Stuckaturen. Die Ausstattung gehört zum Besten, was diese Epoche in Franken hervorgebracht hat und integriert gleichzeitig sehr geschickt auch ältere Werke, wie die qualitätvollen Altarblätter des aus Flandern stammenden Würzburger Hofmalers Oswald Onghers von 1694. Ab 1785 erbaute Franz Zettler eine ebenfalls weitgehend original erhaltene Orgel.
Im Jahre 1803, ein Jahr nach seinem 700-jährigen Bestehen, wurde das Stift der Augustiner-Chorherren im Zuge der Säkularisation offiziell aufgelöst, nachdem bereits Ende 1802 de facto eine Besetzung erfolgt war. Der Klosterkomplex kam in den Besitz der Grafen von Löwenstein-Wertheim-Virneburg, die 1812 im Zuge einer Standeserhöhung zu Fürsten Löwenstein-Wertheim-Freudenberg aufstiegen – Kirche und Kloster verwahrlosten jedoch völlig. Zumindest blieb die zeitweise als Möbellager genutzte Kirche im Inneren so gut wie unangetastet, wodurch ihre edle Ausstattung sogar in den Farbfassungen der Oberflächen weitestgehend Originalsubstanz aufweist. Eine vermeintliche „Schlossbibliothek Triefenstein“, einen Bestand, der tatsächlich aus der Bibliothek der Freudenberger Linie der Fürsten Löwenstein stammte, versteigerte 1995 der Antiquar Karl Hartung.
Nach dem Zweiten Weltkrieg wurden das Gelände und die Gebäude zunächst von amerikanischen Truppen genutzt. Danach fanden die aus Schlesien vertriebenen Diakonissen des Lehmgrubener Mutterhauses dort eine Bleibe. Diese betrieben dort bis 1953 ein Heim für Vertriebene. Später wurde das Gelände des heutigen Klosters von der Bundeswehr als Reservelazarettlager genutzt. Über einen Makler wurde das Kloster 1985 an die ordensähnliche evangelische Christusträger-Bruderschaft verkauft. Im April 1986 zogen die ersten sieben Brüder in das heutige Kloster ein. Bis Ende 1986 war die Bundeswehr noch vor Ort. Im Anschluss musste das Gebäude zunächst vermessen, von Stacheldraht befreit und umfangreich renoviert werden. Die Renovierungsarbeiten zogen sich über viele Jahre hin. In den folgenden Jahren bekam die Bruderschaft den Friedhof auf der anderen Straßenseite als Geschenk und kaufte selbst den anliegenden Gutshof und die Wiese unterhalb des Klosters.
Die Christusträger-Bruderschaft nutzt die Anlage als ihren Hauptsitz sowie als Gästehaus für bis zu 90 Gäste. Damit wird die lange klösterliche Tradition Triefensteins als Ort des Gebets und einer Lebensgestaltung auf der Basis des Evangeliums Jesu Christi fortgeführt.

## Heutige Gebäude
Das heutige architektonische Erscheinungsbild Kloster Triefensteins ist weitestgehend durch die barocke Bautätigkeit zwischen 1687 und 1715 geprägt. Mainseitig, auf Fernsicht, dominiert vor allem wegen ihrer beiden schlanken Chorflankentürme mit den eleganten Hauben samt Laternen die Kirche. Die westlich daran anschließenden, äußerlich betont schlicht gestalteten Konventsgebäude sind durchweg dreigeschossig angelegt. Wegen der beengten Lage am Hang, wohl auch wegen der Einbeziehung älterer Gebäudesubstanz, war eine im Spätbarock oft angestrebte Anlage als hufeisenförmiges, regelmäßiges Triklinium nicht möglich. So sind die zwei an einen längeren Mittelteil angebauten Flügel unregelmäßig, der eine sogar im spitzen Winkel angefügt. Eine weitere „kleine Dreiflügelanlage“ bildet einen durchaus an ein Atrium oder Narthex erinnernden Vorhof zur Kirche, ebenso in unregelmäßigen Formen. Was die barocken Bauherren und ihre Architekten mit Sicherheit als Schönheitsfehler ansahen, empfinden wir heute – von der Romantik des 19. Jahrhunderts geprägt – hingegen als ausnehmend malerisch. Dies ist ein besonderer Vorzug des gesamten Areals, das auch eine weitläufige, von alten Wasserrinnen durchzogene, teils von balustradengesäumten Terrassen gegliederte, Gartenanlage umfasst. Außerdem zählen ein barockes, repräsentativ mit Kissenquadern gestaltetes Eingangstor, das Tor-, Gärtner- und Forsthaus sowie ein etwas abseits gelegener Gutshof zur Anlage.